# 15 février en sport
15 janvier 15 mars
Chronologies thématiques
- Croisades
- Ferroviaires
- Disney

Le 15 février (46e jour de l'année) en sport.

## Événements

### XVIesiècle
- 1515 :
  - (Joute équestre) : un mort est à déplorer à l’occasion d’une joute équestre donnée en l’honneur de l’entrée de François Ier à Paris. Le roi de France est un passionné et y brilla durant sa jeunesse.

### XIXesiècle
- 1854 :
  - (Cricket) : inauguration en Australie du Sydney Cricket Ground.
- 1875 :
  - (Rugby à XV) : l'Irlande débute sur le plan international en rencontrant l'Angleterre à Londres. Les irlandais sont défaits 7-0[1].
- 1888 :
  - (Cricket) : fin du test match unique de la tournée australienne de l’Angleterre qui s'impose par 126 runs.

### XXesièclede1901à1950
- 1913 :
  - (Football) : à Belfast, l'équipe d'Irlande s'impose 2-1 face à l'équipe d'Angleterre. C'est le premier succès des Irlandais sur les Anglais.
- 1931 :
  - (Football) : au Stade olympique Yves-du-Manoir de Colombes, l'équipe de Tchécoslovaquie s'impose 2-1 sur l'équipe de France. Première sélection pour Raoul Diagne, premier joueur noir sélectionné chez les Bleus.
- 1932 :
  - (Jeux olympiques) : à Lake Placid, clôture des Jeux olympiques d'hiver de 1932

### XXesièclede1951à2000
- 1975 :
  - (Rallye automobile) : arrivée du Rallye de Suède.
- 1976 :
  - (Rallye automobile) : arrivée du Rallye de Suède.
  - (Jeux olympiques) : à Innsbruck, clôture des Jeux olympiques d'hiver de 1976
- 1981 :
  - (Rallye automobile) : arrivée du Rallye de Suède.
- 1989 :
  - (Football) : à Nîmes, inauguration du Stade des Costières.

### XXIesiècle
- 2004 :
  - (Sport automobile) : en Nascar, la course de Daytona 500 est remportée par Dale Earnhardt Jr.
- 2010 :
  - (JO d'hiver) : à Vancouver 4e jour de compétition. 15 février aux Jeux olympiques de 2010.
  - (Cyclisme) : l'AFLD annonce qu'un mandat d'arrêt international a été émis contre l'Américain Floyd Landis et son entraîneur et médecin canadien Arnie Baker (en) à la suite d'une intrusion frauduleuse dans le système informatique du laboratoire chargé des tests de dépistage du dopage, en 2006[2],[3]
- 2014 :
  - (Athlétisme / Record) : le perchiste français Renaud Lavillenie bat le record du monde à Donetsk en Ukraine en passant une barre à 6m 16.
  - (JO d'hiver) : à Sotchi, 9e jour de compétition. 15 février aux Jeux olympiques d'hiver de 2014.
- 2015 :
  - (Compétition automobile / Rallye) : le Français Sébastien Ogier et son copilote Julien Ingrassia remportent le Rallye de Suède.
  - (Rugby à XV / Tournoi des Six Nations) : victoire du Pays de Galles au Stadium de Murrayfield à Édimbourg face à l'Écosse 26-23. Dans le tournoi féminin, l'Angleterre à Twickenham Stoop bat l'Italie 39-7.
- 2018 : 
  - (JO d'hiver) : à Pyeongchang en Corée du Sud, 8e jour de compétition.
- 2020 : 
  - (Athlétisme /Saut à la perche /Record ) : une semaine après ses 6,17 m de Toruń en Pologne, l'américano-suédois Armand Duplantis bat de nouveau  à Glasgow en Écosse, le record du monde du saut à la perche avec un bond à 6,18 m[4].

## Naissances

### XIXesiècle
- 1835 :
  - Dimítrios Vikélas, historien, écrivain, traducteur et homme d'affaires grec. Premier président du CIO de 1894 à 1896. († 7 juillet 1908).
- 1871 :
  - Carlos de Candamo, joueur de rugby à XV, escrimeur et joueur de tennis puis diplomate péruvien. († 16 février 1946).
- 1878 :
  - Jack Sharp, footballeur anglais. (2 sélections en équipe d'Angleterre). († 28 janvier 1938).
- 1881 : 
  - Marc Giacardy, joueur de rugby français. (1 sélection en équipe de France). († 28 août 1917).
- 1885 : 
  - Albert Jenicot, footballeur français. (3 sélections en équipe de France). († 22 février 1916).
- 1895 :
  - Tommy Thomson, athlète de haies canadien. Champion olympique du 110m haies aux Jeux d'Anvers 1920. († 19 avril 1971).

### XXesièclede1901à1950
- 1904 : 
  - Antonin Magne, cycliste sur route français. Champion du monde de cyclisme sur route 1936. Vainqueur des Tours de France 1931 et 1934. († 8 septembre 1983).
- 1907 : 
  - Célestin Delmer, footballeur français. (11 sélections en équipe de France). († 2 mars 1996).
- 1929 : 
  - Graham Hill, pilote de F1 et de courses automobile d'endurance britannique. Champion du monde de Formule 1 1962 et 1968. Vainqueur des 24 Heures du Mans 1972. (14 victoires en Grand Prix. († 29 novembre 1975).
- 1934 : 
  - Jimmy Bloomfield, footballeur puis entraîneur anglais. († 3 avril 1983).
- 1937 : 
  - Coen Moulijn, footballeur néerlandais. Vainqueur de la Coupe des clubs champions 1970. (38 sélections en équipe des Pays-Bas). († 4 janvier 2011).
- 1946 :
  - Georges Capdepuy, joueur de rugby français. († 11 août 2015).
- 1948 :
  - Ron Cey, joueur de baseball américain.
- 1949 :
  - Ken Anderson, joueur de foot U.S. américain.
  - Francisco Maturana, footballeur puis entraîneur colombien. (6 sélections en équipe de Colombie). Sélectionneur de l'équipe de Colombie de 1987 à 1990, de 1993 à 1994, en 2001 et de 2002 à 2003, de l'équipe du Équateur de 1995 à 1997, de l'équipe de Costa Rica en 1999, de l'équipe du Pérou de 1999 à 2000 et de l'équipe de Trinité-et-Tobago de 2008 à 2009.

### XXesièclede1951à2000
- 1951 :
  - Markku Alén, pilote de rallye automobile finlandais. Champion du monde des rallyes 1978. (19 victoires en rallyes)
  - Éric Burgener, footballeur suisse. (64 sélections en équipe de Suisse).
- 1956 :
  - Hitoshi Ogawa, pilote de courses automobile d'endurance japonais. († 24 mai 1992).
- 1958 :
  - Rabah Madjer, footballeur puis entraîneur algérien. Champion d'Afrique de football 1990. Vainqueur de la Coupe des clubs champions 1987. (87 sélections en équipe de Suisse). Sélectionneur de l'équipe d'Algérie de 1993 à 1995, en 1999, de 2001 à 2002 et de 2017 à 2018.
  - Eddy Seigneur, cycliste sur route français. Vainqueur des Quatre Jours de Dunkerque 1994.
- 1959 :
  - Brian Propp, hockeyeur sur glace canadien.
- 1960 :
  - Jock Hobbs, joueur de rugby et entraîneur puis dirigeant sportif néo-zélandais. (21 sélections en équipe de Nouvelle-Zélande). († 13 mars 2012).
- 1964 :
  - Mark Price, basketteur puis entraîneur américain. Champion du monde de basket-ball 1994. (16 sélections en équipe des États-Unis).
- 1965 :
  - Sergei Tarasov, biathlète soviétique puis russe. Champion olympique du 20km, médaillé d'argent du relais 4×7,5km et médaillé de bronze du 10km aux Jeux de Lillehammer 1994 puis médaillé de bronze du relais 4×7,5km aux Jeux de Nagano 1998. Champion du monde de biathlon du 20km et du relais 4×7,5km 1996.
  - Tony White, basketteur américain.
- 1969 :
  - Horst Siegl, footballeur tchécoslovaque puis tchèque. (4 sélections avec l'équipe de Tchécoslovaquie et 19 avec celle de République tchèque).
- 1970 :
  - Mark Warnecke, nageur allemand. Médaillé de bronze du 100m brasse aux Jeux d'Atlanta 1996. Champion du monde de natation du 50m brasse 2005. Champion d'Europe de natation du 50m brasse 1999 et 2000.
- 1971 :
  - Brigitte Guibal, kayakiste française. Médaillée d'argent du K1 aux Jeux de Sydney 2000. Championne du monde de slalom (canoë-kayak) K1 1997.
- 1972 :
  - Jaromír Jágr, hockeyeur sur glace tchécoslovaque puis tchèque. Champion olympique aux Jeux de Nagano 1998 puis médaillé de bronze aux Jeux de Turin 2006. Champion du monde de hockey sur glace 2005 et 2010.
- 1973 :
  - Kateřina Neumannová, fondeuse et cycliste de VTT tchécoslovaque puis tchèque. Médaillée d'argent du 5km et de bronze du 15km aux Jeux de Nagano 1998, médaillée d'argent du 10km et du 15km aux Jeux de Salt Lake City 2002 puis championne olympique du 30km et médaillée d'argent de la poursuite aux Jeux de Turin 2006. Championne du monde de ski de fond du 10km 2005 et 2007.
  - Sébastien Loubsens, joueur de rugby à XV français et espagnol. (19 sélections avec l'équipe d'Espagne).
- 1974 :
  - Ugueth Urbina, joueur de baseball vénézuélien.
  - Alexander Wurz, pilote de F1 et de courses automobile d'endurance autrichien. Vainqueur des 24 heures du Mans 1996 et 2009.
- 1975 :
  - Serge Aubin, hockeyeur sur glace puis entraîneur canadien.
  - Jens Knippschild, joueur de tennis allemand.
- 1976 :
  - Óscar Freire, cycliste sur route espagnol. Champion du monde de cyclisme sur route 1999, 2001 et 2004. Vainqueur de Milan-San Remo 2004, 2007 et 2010, de Gand-Wevelgem 2008 et de Paris-Tours 2010.
- 1977 :
  - Milenko Ačimovič, footballeur slovène. (74 sélections en équipe de Slovénie).
- 1980 :
  - Teddy Gipson, basketteur américain.
- 1981 :
  - Giorgio Intoppa, joueur de rugby à XV italien. (7 sélections en équipe d'Italie).
  - Rita Jeptoo, athlète de fond kényane. Championne du monde de course sur route par équipes 2006.
- 1982 :
  - Tahesia Harrigan, athlète de sprint des îles Vierges britanniques.
  - Nikola Mijailović, footballeur serbe.
  - James Yap, basketteur philippin.
- 1983 :
  - David Degen, footballeur suisse. (17 sélections en équipe de Suisse).
  - Philipp Degen, footballeur suisse. (32 sélections en équipe de Suisse).
  - Jérôme Le Moigne, footballeur français.
  - Russell Martin, joueur de baseball canadien.
- 1985 :
  - Danny aus den Birken, hockeyeur sur glace allemand.
- 1986 :
  - Valeri Bojinov, footballeur bulgare. (43 sélections en équipe de Bulgarie).
  - Mohammed Shaween, athlète de demi-fond saoudien. Champion d'Asie d'athlétisme du 1 500m 2007 et 2009.
- 1988 :
  - Nick Catsburg, pilote de courses automobile d'endurance néerlandais.
  - Rui Patrício, footballeur portugais. Champion d'Europe de football 2016. Vainqueur de la Ligue des nations 2019 et de la Ligue Europa Conférence 2022. (107 sélections en équipe du Portugal).
  - Magomiedmurad Gadżijew, lutteur de libre russe puis polonais. Champion du monde de lutte des -57kg 2021.
- 1990 :
  - Kotoe Inoue, volleyeuse japonaise. Championne d'Asie et d'Océanie de volley-ball féminin 2017. (16 sélections en équipe du Japon).
  - Mark Kheirallah, joueur de rugby à XIII français. (3 sélections avec l'équipe de France).
  - Charles Pic, pilote de F1 français.
- 1991 :
  - Kari Brattset, handballeuse norvégienne.Médaillée de bronze aux Jeux de Tokyo 2020. Championne du monde féminin de handball 2021. Championne d'Europe féminin de handball 2020. Vainqueur de la Ligue des champions féminine 2019. (116 sélections en équipe de Norvège).
  - Jérémy Nzeulie, basketteur franco-camerounais. Vainqueur de l'EuroChallenge 2015. (12 sélections avec l'équipe du Cameroun).
- 1992 :
  - Annaïg Butel, footballeuse française. (8 sélections en équipe de France).
  - Nicolas Le Goff, volleyeur français. Champion olympique aux Jeux de Tokyo 2020. Champion d'Europe de volley-ball masculin 2015. Vainqueur de la Coupe de la CEV masculine 2016. (224 sélections en équipe de France).
- 1993 :
  - Geoffrey Kondogbia, footballeur français. (5 sélections en équipe de France).
  - Marvin Orie, joueur de rugby à XV sud-africain. Champion du monde de rugby à XV 2023. Vainqueur du The Rugby Championship 2019. (16 sélections en équipe d'Afrique du Sud).
- 1994 :
  - Yasmina Laaroussi, footballeuse helvético-marocaine. (1 sélection avec l' équipe du Maroc).
  - Nico Denz, cycliste sur route allemand.
  - Gaëtan Paquiez, footballeur français.
- 1995 :
  - Sara Däbritz, footballeuse allemande. Championne olympique aux Jeux de Rio 2016. Championne d'Europe féminin de football 2013. (101 sélections en équipe d'Allemagne).
- 1996 :
  - Per Kristian Bråtveit, footballeur norvégien. (1 sélection en équipe de Norvège).
  - Nemanja Radonjić, footballeur serbe. (44 sélections en équipe de Serbie).
- 1997 :
  - Derrick Jones Jr., basketteur américain.
- 1998 :
  - Wuilker Faríñez, footballeur vénézuélien. (40 sélections en équipe du Venezuela).
  - George Russell, pilote de Formule 1 britannique.
- 1999 :
  - Eoin Toal, footballeur nord-irlandais.
- 2000 :
  - Pang Junxu, joueur de snooker chinois.
  - Yannik Keitel, footballeur allemand.
  - Michał Skóraś, footballeur polonais. (7 sélections en équipe de Pologne).

### XXIesiècle
- 2001 :
  - Zuriko Davitashvili, footballeur géorgien. (32 sélections en équipe de Géorgie).
- 2002 :
  - Luca Kronberger, footballeur autrichien.
  - Kamaldeen Sulemana, footballeur ghanéen. (18 sélections en équipe du Ghana).
  - Bernhard Zimmermann, footballeur autrichien.
- 2004 :
  - Oskar Sivertsen, footballeur norvégien.

## Décès

### XXesièclede1901à1950
- 1915 :
  - André Caby, 22 ans, nageur français. (° 15 mars 1892).
- 1919 :
  - André Prévost, 58 ans, joueur de tennis français. Médaillé de bronze du double aux Jeux de Paris 1900. (° 26 mars 1860).
- 1923 : 
  - William Lindsay, 75 ans, footballeur anglais. (1 sélection en équipe nationale). († 3 août 1847).
- 1937 : 
  - Vincenzo Lancia, 55 ans, pilote de courses automobile et industriel italien. Fondateur de la marque Lancia. (° 24 août 1881).
- 1949 : 
  - Roger François, 48 ans, haltérophile français. Champion olympique des -75 kg lors des Jeux d'Amsterdam 1928. (° 9 octobre 1900).

### XXesièclede1951à2000
- 1953 :
  - Karl Staaf, 71 ans, tireur à la corde suédois. Champion olympique aux Jeux de Paris 1900. (° 6 avril 1881).
- 1955 :
  - Andy Aitken, 77 ans, footballeur écossais. (14 sélections en équipe nationale). (° 27 avril 1877).
  - Josef Loos, 66 ans, hockeyeur sur glace puis dirigeant sportif bohêmien puis tchécoslovaque. Médaillé de bronze aux Jeux d'Anvers 1920. (° 13 mars 1888).
- 1965 : 
  - Paul Guignard, 88 ans, cycliste sur piste français. Champion du monde de cyclisme sur piste du demi-fond 1913. (° 10 mai 1876).
- 1967 :
  - Frank Duryea, 97 ans, constructeur automobile et pilote de courses américain. (° 8 octobre 1869).
- 1968 : 
  - George Kimpton, 80 ans, footballeur puis entraîneur anglais. (° 12 août 1887).
- 1970 : 
  - Frank Clement, 81 ans, pilote de course automobile britannique. Vainqueur des 24 Heures du Mans 1924. (° 15 juin 1888).
- 1974 : 
  - Marcel Dangles, 74 ans, footballeur français. (1 sélection en équipe de France). (° 26 février 1899).
  - Cyrille Van Hauwaert, 90 ans, cycliste sur route belge. Vainqueur des Bordeaux-Paris 1907 et 1909, de Milan-San Remo 1908 et Paris-Roubaix 1908. (° 16 décembre 1883)
- 1995 : 
  - Sergio Bertoni, 79 ans, footballeur puis entraîneur italien. Champion olympique aux Jeux de Berlin 1936. Champion du monde de football 1938. (6 sélections en équipe nationale). (° 23 septembre 1915).

### XXIesiècle
- 2004 :
  - Luigi Taramazzo, 71 ans, pilote de courses automobile italien. (° 5 mai 1932).
- 2010 : 
  - Juan Carlos González, 85 ans, footballeur uruguayen. Champion du monde de football 1950. (7 sélections en équipe nationale). (° 22 août 1924)[5].
- 2014 :
  - Herbert Blöcker, 71 ans, cavalier de concours complet allemand. Médaillé d'argent par équipes aux Jeux de Montréal 1976 puis d'argent en individuel et de bronze par équipes aux Jeux de Barcelone 1992. (° 1er janvier 1943).
- 2021 :
  - Vincent Jackson, 38 ans, joueur américain de football américain. (° 14 janvier 1983).
  - Leopoldo Luque, 71 ans, footballeur argentin. Vainqueur de la Coupe du monde 1978. (45 sélections en équipe nationale). (° 3 mai 1949).
- 2022 :
  - Roger Lambrecht, 90 ans, dirigeant de football belge. Président du KSC Lokeren de 1994 à 2019. (° 19 août 1931).